# Trolejbusy w Tychach

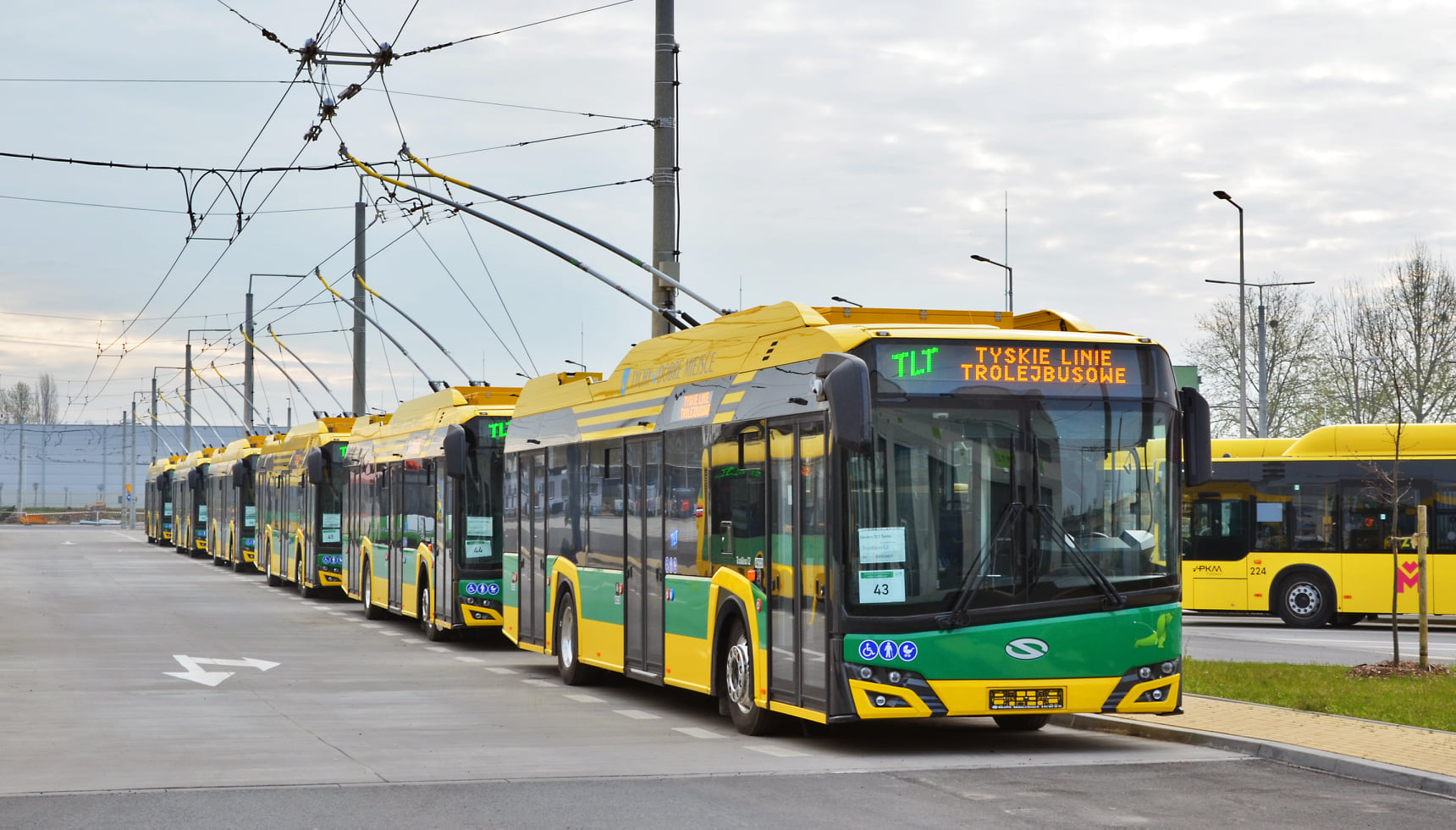
Sześć pojazdów Solaris Trollino 12 Electric

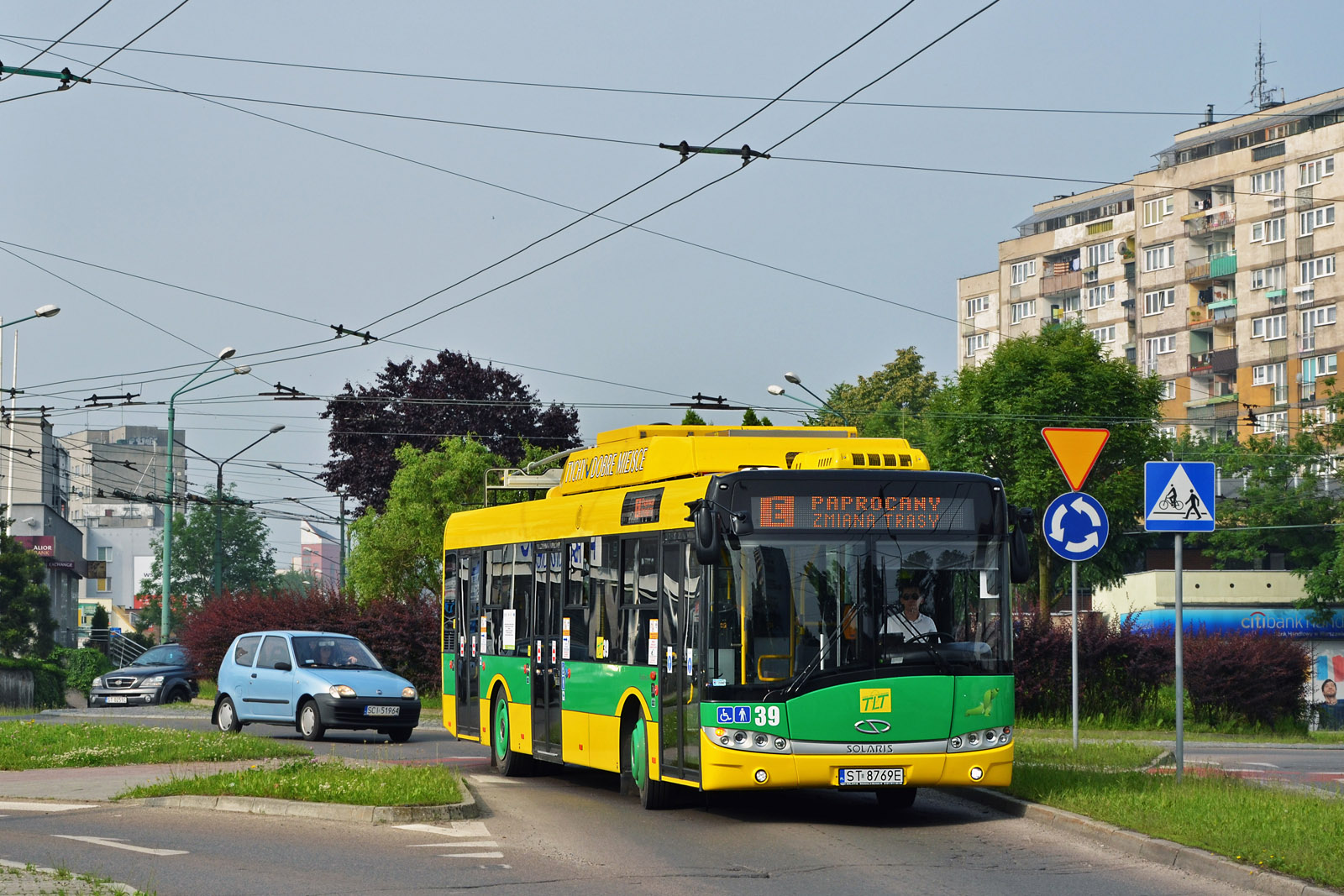
Trolejbus podczas obsługi zmienionej trasy linii E z wykorzystaniem baterii trakcyjnych

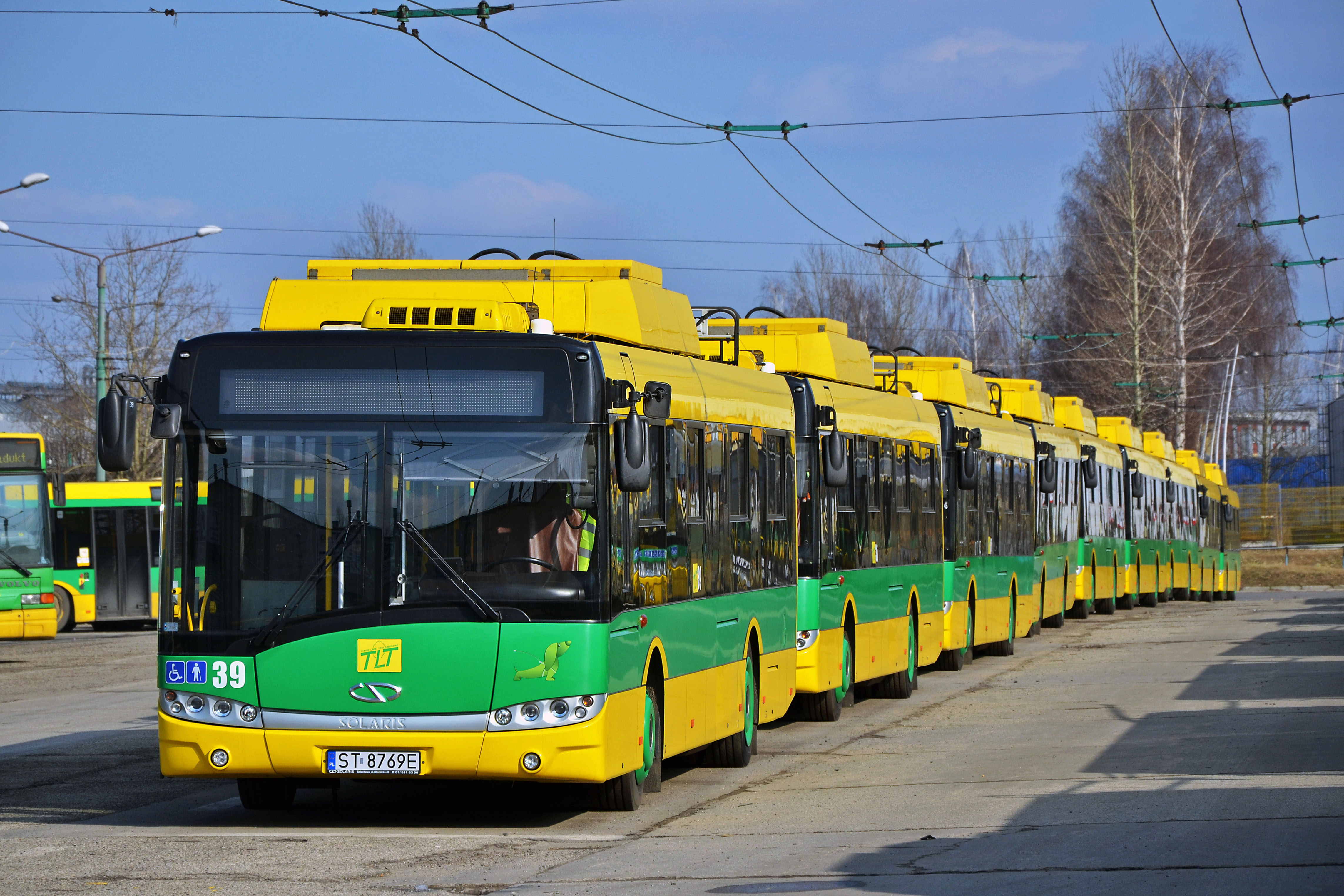
Trolejbusy w zajezdni przy ul. Towarowej

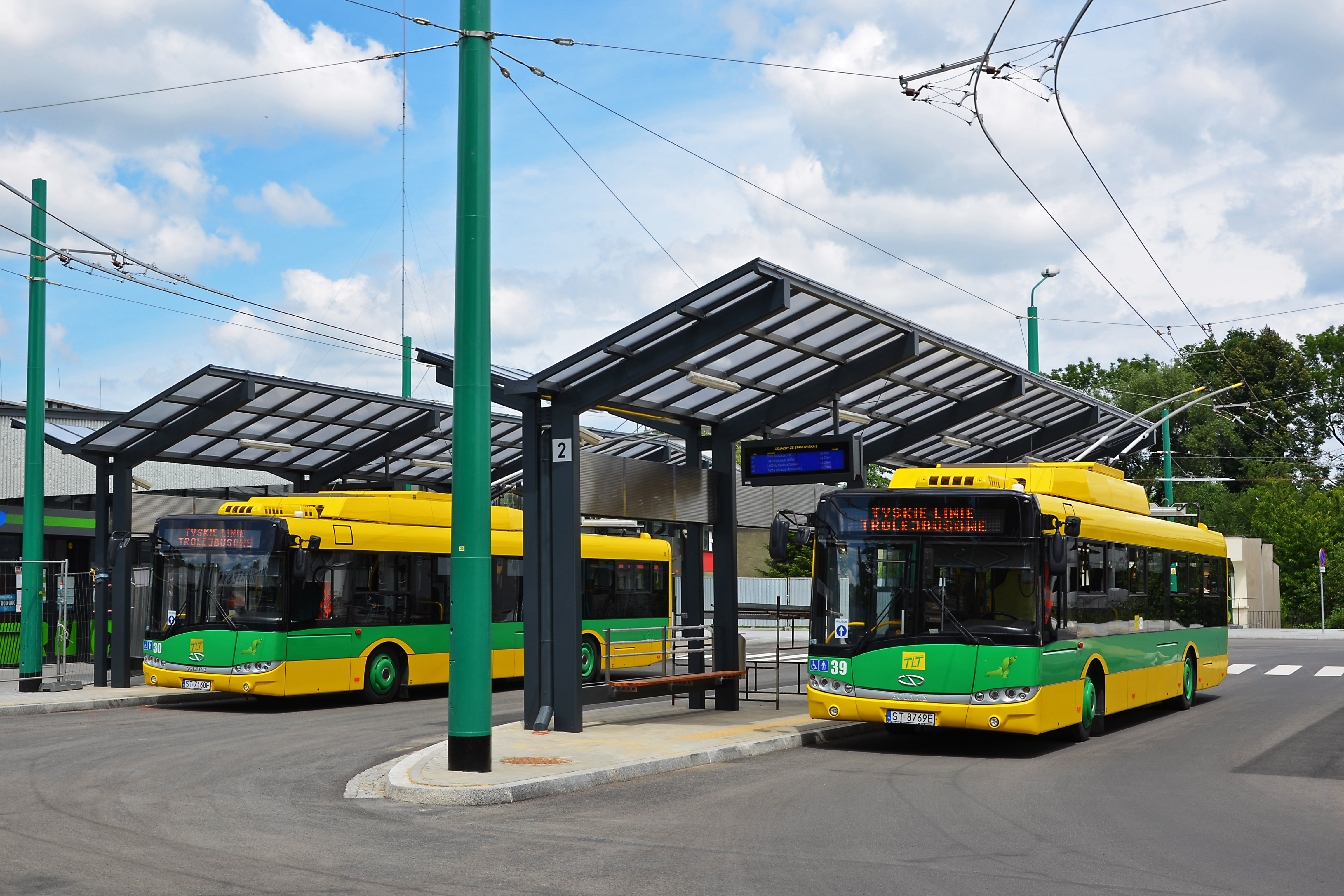
Dwa Solarisy Trollino 12MB na przystanku Tychy Dworzec PKP

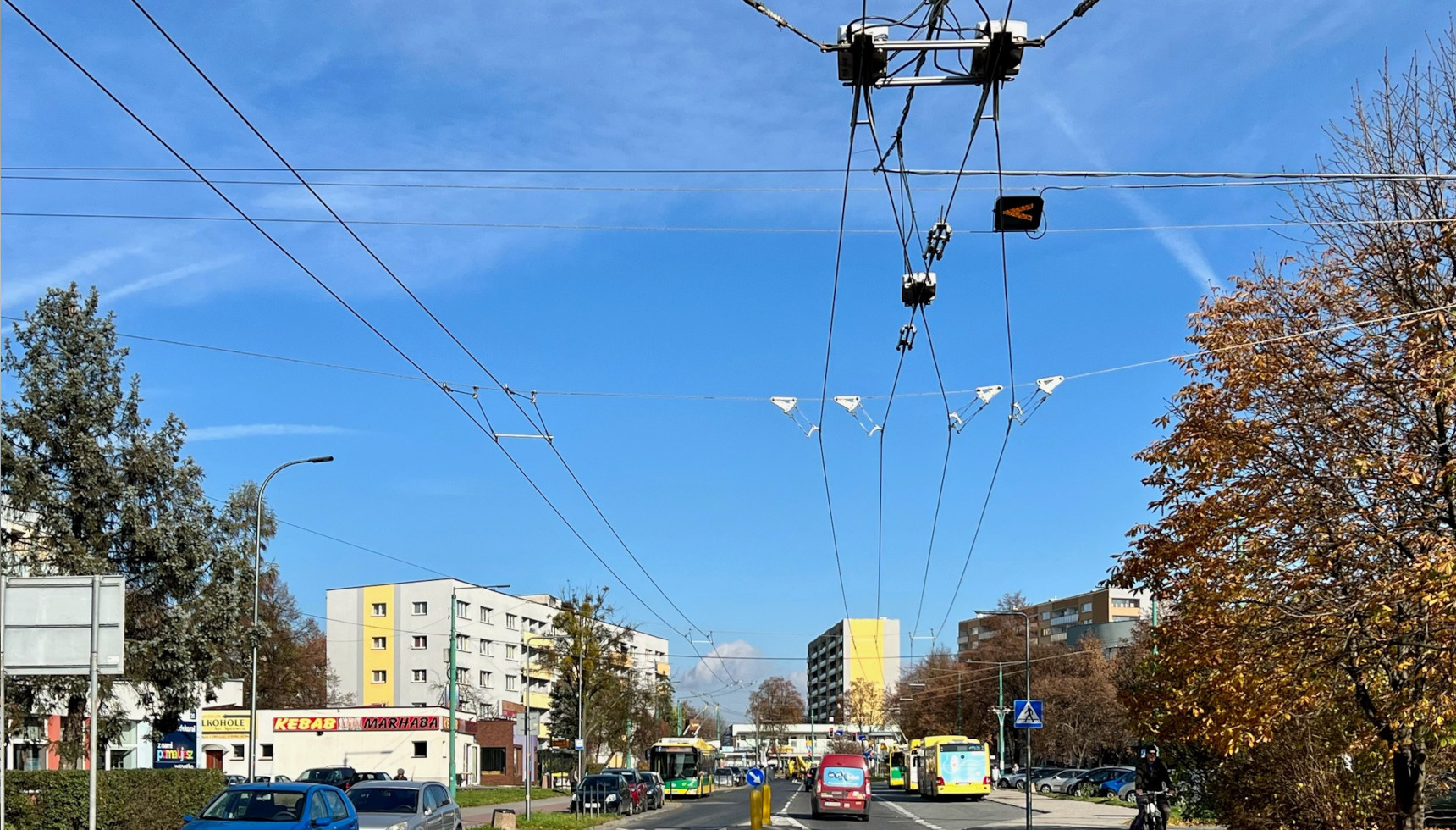
Zwrotnica szybkojezdna na sieci trakcyjnej w rejonie przystanku Szpital Wojewódzki

Trolejbusy w Tychach – jeden z trzech funkcjonujących systemów transportu trolejbusowego w Polsce (obok Lublina oraz Gdyni i Sopotu).

## Historia
Budowę pierwszej eksperymentalnej linii trolejbusowej rozpoczęto na polecenie wojewody 11 lutego 1982 i uruchomiono 30 września 1982 roku. Trasa miała długość 4 kilometrów i biegła od zajezdni autobusowej ulicami Piłsudskiego i Dmowskiego, do ulicy Jana Pawła II. Tychy wybrano na miejsce eksperymentu ze względu na szerokie ulice, które nadawały się do wprowadzenia komunikacji trolejbusowej. Miesiąc później (30.10.1982) wojewoda wydał zgodę na rozbudowę sieci. Pierwsze trolejbusy miały oznaczenia cyfrowe: 1, 2, 3, potem wprowadzono oznaczenie literowe: A, B, C, D, E, F, G, H.
26 czerwca 2018 podpisano umowę na budowę sieci trolejbusowej na ul. Sikorskiego wraz z budową nowej stacji zasilającej, co umożliwi zmianę trasy linii E i uruchomienie nowej linii G. Część linii pozbawionej trakcji trolejbusy będą pokonywać na bateriach.
W 2020 roku Tyskie Linie Trolejbusowe rozpoczęły obsługę linii H, na której kursują zarówno trolejbusy, jak i elektrobusy eksploatowane przez operatora.

## Infrastruktura
Trolejbusowa sieć trakcyjna jest zasilana prądem stałym o nominalnym napięciu 660 V. Energia elektryczna dostarczana jest za pośrednictwem trzech podstacji trakcyjnych, zlokalizowanych w zajezdni autobusowej (moc 2×800 kW) przy ul. Budowlanych (moc 3×800 kW) oraz przy ul. Sikorskiego. Przewód jezdny w postaci miedzianego drutu DJP100 o średnicy 12 mm zawieszony jest na wysokości od 4,50 do 5,70 m nad ulicami. Łączna długość sieci trakcyjnej wynosi ponad 40 km dla pojedynczego toru. 
Od 2013 roku trwa sukcesywna modernizacja infrastruktury trakcyjnej. Wymieniono wszystkie zwrotnice elektryczne, skrzyżowania oraz zwrotnice mechaniczne na nowe, umożliwiające szybki przejazd.
Od 1998 roku obsługą linii trolejbusowych zajmują się Tyskie Linie Trolejbusowe, Spółka z o.o. powstała w wyniku wydzielenia ze struktur tyskiego Przedsiębiorstwa Komunikacji Miejskiej.

## Linie
Trolejbusy kursują na następujących trasach:
| Numer linii | Trasa |
| --- | --- |
| | Towarowa – Hipermarkety – Paprocańska – Piłsudskiego – Hala Sportowa – Skałka – Osiedle „K” – Osiedle „R” – Stoczniowców 70 – Hetmańska – Harcerska – Hotelowiec – E.Leclerc – Gen. Andersa – Osiedle „A" – Dworzec PKP Zajezdnia / stanowisko 1 – Budowlanych – Carboautomatyka – E.Leclerc – Begonii – Harcerska – Hetmańska – Stoczniowców 70 – Osiedle „R” – Osiedle „K” – Skałka – Hale Targowe – Hala Sportowa – Piłsudskiego – Paprocańska – Hipermarkety – Towarowa – Towarowa Skrzyżowanie – Towarowa Rondo – Przemysłowa I – Przemysłowa II – Przemysłowa Hurtownie – Metalowa – Zajezdnia |
| | Tychy Sikorskiego Wiadukt - Tychy Jezioro Paprocańskie – Paprocany Dymarek – Osiedle „T” – Osiedle „O” – Lodowisko – Wyszyńskiego – Szpital Wojewódzki – Filaretów – Edukacji – Pływalnia – Bielska – Hotelowiec – E.Leclerc – Gen. Andersa – Dworzec PKP Dworzec PKP / stanowisko 2 – Budowlanych – Carboautomatyka – E.Leclerc – Hotelowiec – Stadion – Pływalnia – Edukacji – Filaretów – Szpital Wojewódzki – Wyszyńskiego – Lodowisko – Osiedle „O” – Osiedle „T” – Paprocany Dymarek – Tychy Jezioro Paprocańskie - Tychy Sikorskiego Wiadukt                                                  |
| | Towarowa – Hipermarkety – Paprocańska – Piłsudskiego – Hala Sportowa – Dmowskiego – Jana Pawła II – Żwakowska – Harcerska – Hotelowiec – E.Leclerc – Gen. Andersa – Dworzec PKP Dworzec PKP / stanowisko 1 – Budowlanych – Carboautomatyka – E.Leclerc – Begonii – Harcerska – Żwakowska – Jana Pawła II – Dmowskiego – Hale Targowe – Hala Sportowa – Piłsudskiego – Paprocańska – Hipermarkety – Towarowa – Towarowa Skrzyżowanie – Towarowa Rondo – Przemysłowa I – Przemysłowa II – Przemysłowa Hurtownie – Metalowa – Zajezdnia                                                                 |
| | Towarowa – Hipermarkety – Paprocańska – Osiedle „O” – Lodowisko – Wyszyńskiego – Szpital Wojewódzki – Filaretów – Edukacji – Pływalnia – Bielska – Hotelowiec – E.Leclerc – Andersa – Dworzec PKP Dworzec PKP / stanowisko 2 – Budowlanych – Carboautomatyka – E.Leclerc – Hotelowiec – Stadion – Pływalnia – Edukacji – Filaretów – Szpital Wojewódzki – Wyszyńskiego – Lodowisko – Osiedle „O” – Paprocańska – Hipermarkety – Towarowa – Towarowa Skrzyżowanie – Towarowa Rondo – Przemysłowa I – Przemysłowa II – Przemysłowa Hurtownie – Metalowa – Zajezdnia                                    |
| | Sikorskiego Wiadukt – Osiedle Z1 – Osiedle Z – Jezioro Paprocańskie – Paprocany Pętla – Paprocany Dymarek – Osiedle T – Osiedle O – Śródmieście – Rondo Cassino – Gen. Grota Roweckiego – Elfów – Pływalnia – Stadion – Bielska – Hotelowiec – Begonii – Harcerska – Hetmańska – Stoczniowców 70 – Osiedle R – Osiedle L – Cztery Pory Roku – Sikorskiego Kościół – Osiedle W – Paprocany Dymarek – Paprocany Pętla – Jezioro Paprocańskie – Osiedle Z – Osiedle Z1 – Sikorskiego Wiadukt |
| | Szpital Wojewódzki – Filaretów – Edukacji – Elfów – Gen Grota-Roweckiego – Dmowskiego – Skałka – Osiedle „K” – Osiedle „R” – Stoczniowców 70 – Hetmańska – Harcerska – Hotelowiec – Stadion – Pływalnia – Edukacji – Filaretów – Szpital Wojewódzki |
| Szpital Wojewódzki – Wyszyńskiego – Lodowisko – Osiedle „O” – Piłsudskiego – Hala Sportowa – Dmowskiego – Gen. Grota-Roweckiego – Elfów – Pływalnia – Bielska – Begonii – Harcerska – Hetmańska – Stoczniowców 70 – Osiedle „R” – Osiedle „K” – Skałka – Hale Targowe – Hala Sportowa – Piłsudskiego – Osiedle O – Lodowisko – Wyszyńskiego – Szpital Wojewódzki | |
| | Sikorskiego Wiadukt – Osiedle Z1 – Osiedle Z – Jezioro Paprocańskie – Paprocany Pętla – Paprocany Dymarek – Osiedle W – Sikorskiego Kościół – Cztery Pory Roku – Osiedle L – Osiedle R – Stoczniowców 70 – Hetmańska – Harcerska – Hotelowiec – Stadion – Pływania – Elfów – Gen. Grota Roweckiego – Rondo Cassino – Śródmieście – Osiedle O – Osiedle T – Paprocany Dymarek – Paprocany Pętla – Jezioro Paprocańskie – Osiedle Z – Osiedle Z1 – Sikorskiego Wiadukt |

## Tabor
Do roku 1989 w taborze znajdowały się wyłącznie trolejbusy produkcji radzieckiej ZiU-9, łącznie 24 szt. Pierwszy polskiej produkcji trolejbus zakupiono w roku 1989 – był on zbudowany na bazie autobusu firmy Jelcz.
Trolejbusy „ZIU” były stopniowo zastępowane średniopodłogowymi pojazdami marki Jelcz PR110E oraz Jelcz 120MT. W 2002 roku spółka Tyskie Linie Trolejbusowe wprowadziła do ruchu pierwszy niskopodłogowy trolejbus w Tychach – Solaris Trollino 12T. Do roku 2008 zakupiono sześć pojazdów Solaris Trollino 12 różnych podtypów.
W 2012 i na początku 2013 roku w ramach projektu „Modernizacja infrastruktury tramwajowej i trolejbusowej w Aglomeracji Górnośląskiej wraz z infrastrukturą towarzyszącą” Tyskie Linie Trolejbusowe wprowadziły do użytku 15 nowych pojazdów marki Solaris. Jedną z nowości jest w nich możliwość jazdy bez podłączania troleja nawet do 5 km – co może mieć kluczowe znaczenie np. w przypadku różnych zdarzeń drogowych czy objazdów.
Dzięki programowi unijnemu, rozpoczął się proces wycofywania z eksploatacji pojazdów wysokopodłogowych – Jelcz PR110E (używane od 1983 r.) Jelcz 120MTE (używany od 1994 r.). W kwietniu 2015 roku ostatnie dwa trolejbusy marki Jelcz zostały wycofane z ruchu i od tej pory Tyskie Linie Trolejbusowe eksploatują wyłącznie pojazdy niskopodłogowe.
W grudniu 2018 roku rozpoczęły się dostawy trzech zakontraktowanych trolejbusów Solaris Trollino 12, zbudowanych na nadwoziu IV generacji. Pojazdy wyposażone są w baterie trakcyjne litowo-tytanowe (LTO), umożliwiające przejechanie do 30 km bez zasilania z sieci. Są to również pierwsze tyskie trolejbusy z klimatyzacją przestrzeni pasażerskiej.
W 2020 roku Tyskie Linie Trolejbusowe włączyły do swojej floty dwa elektrobusy Solaris Urbino 12 electric, które kursują zamiennie z trolejbusami na linii "H", wcześniej obsługiwanej klasycznymi autobusami. Elektrobusy pojawiają się również zamiennie z trolejbusami na liniach A, C, F.
Na początku 2022 roku rozpoczęła się eksploatacja czterech dzierżawionych od MPK Lublin trolejbusów Solaris Trollino 12S. 
W kwietniu 2022 dostarczono sześć nowoczesnych Solarisów Trollino 12 Electric, które posiadają podwójną homologację autobusowo-trolejbusową i mogą dzięki wbudowanym bateriom litowo-tytanowym (LTO) przejechać bez podłączenia do sieci trakcyjnej około 65 km. Ładowanie baterii odbywa się podczas jazdy po sieci trakcyjnej.
| Typ pojazdu                  | Sztuk | Dodatkowe informacje                                              |
| ---------------------------- | ----- | ----------------------------------------------------------------- |
| Solaris Trollino 12 Electric | 6     | Elektrobusy ładowane dynamicznie z trolejbusowej sieci trakcyjnej |
| Solaris Trollino 12 MD       | 3     | Trolejbusy wyposażone w baterie LTO                               |
| Solaris Trollino 12 MB       | 15    | Trolejbusy wyposażone w baterie niklowo-kadmowe                   |
| Solaris Trollino 12 S        | 4     | Trolejbusy z napędem Skoda Electric, wypożyczone od MPK Lublin    |
| Solaris Urbino 12 Electric   | 2     | Elektrobusy kursujące zamiennie z trolejbusami na liniach A,C,F,H |
| Skoda 14 Tr                  | 1     | Trolejbus historyczny                                             |